# Luckaitztal
Luckaitztal település Németországban, azon belül Brandenburgban. Lakosainak száma 755 fő (2023. december 31.).

## Népesség
A település népességének változása:
| Lakosok száma | 806  | 787  | 776  | 767  | 755  |
|               | 2017 | 2019 | 2021 | 2022 | 2023 |